# Kazutaka Komori
Kazutaka Komori (小森 一孝, Komori Kazutaka, 1943 - novembre 1971) est un militant ultranationaliste japonais, membre de l'aile droite du groupe Uyoku dantai proche de Satoshi Akao. En 1960, âgé de 17 ans, Komori se rend au domicile de l'important éditeur tokyoïte Hoji Shimanaka avec l'intention de le tuer en représailles pour une fiction de Shichirō Fukazawa parue dans l'un des  magazines de Shimanaka et qui décrit le renversement et le meurtre de la famille impériale japonaise. Shimanaka n'est pas chez lui mais Komori assassine une servante et poignarde l'épouse de l'éditeur.
Plus tard jugé comme un adulte, Komori est condamné à 15 ans de prison,. Ce meurtre et l'assassinat d'Inejiro Asanuma par Otoya Yamaguchi entraînent l'arrestation de Satoshi Akao en 1961. Komori meurt en prison en 1971.

## Source de la traduction
- (en) Cet article est partiellement ou en totalité issu de l’article de Wikipédia en anglais intitulé « Kazutaka Komori » (voir la liste des auteurs).